# Сан-Лоренцо-Маджоре (Беневенто)
Сан-Лоренцо-Маджоре (итал. San Lorenzo Maggiore) — коммуна в Италии, располагается в регионе Кампания, подчиняется административному центру Беневенто.
Население составляет 2275 человек, плотность населения составляет 142 чел./км². Занимает площадь 16 км². Почтовый индекс — 82034. Телефонный код — 0824.
Покровителем коммуны почитается святой Лаврентий. Праздник ежегодно празднуется 10 августа.